# アンビアンス
アンビアンス（スウェーデン語: Ambiancé）は、スウェーデンのアンデシュ・ヴェドベリによる実験映画。2020年12月31日に全世界同時公開。上映時間は720時間（30日）になる予定である。一度公開を終了すると、フィルムは破棄される。また、この作品が彼にとって最後の作品である。

## 概要
ヴェドベリは、古典映画作品の再現に対する抗議の意味から、本作の製作に当たった。アンビアンスの一部はスウェーデンの海岸で撮影されているが、これはイングマール・ベルイマンによる第七の封印で撮影された場所と同じであることを彼は明言している。
2016年時点で720時間のうち400時間分の撮影が終わっている。公開予定日までに映画を完成させるには、毎週7、8時間の撮影を要する。2017年現在2本の予告編が公開されている。1本目は2014年に公開されており、72分ある。2本目は2016年に公開され、439分（約7時間20分）にわたっている。2018年にはもう1本予告編が公開される予定で、長さは72時間になる。2本目の予告編はワンテイクかつノーカットであり、2016年7月20日に削除された。